# Бжезьно (Торунський повіт)
Бжезьно (пол. Brzeźno) — село в Польщі, у гміні Любич Торунського повіту Куявсько-Поморського воєводства.
Населення — 351 особа (2011).
У 1975-1998 роках село належало до Торунського воєводства.

## Демографія
Демографічна структура станом на 31 березня 2011 року:
|          | Загалом | Допрацездатний вік | Працездатний вік | Постпрацездатний вік |
| -------- | ------- | ------------------ | ---------------- | -------------------- |
| Чоловіки | 182     | 46                 | 122              | 14                   |
| Жінки    | 169     | 34                 | 107              | 28                   |
| Разом    | 351     | 80                 | 229              | 42                   |